# Orde van Calatrava

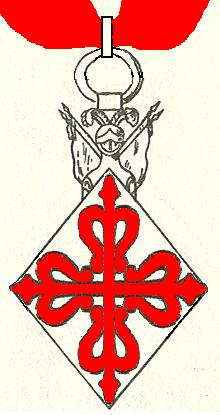
Het kleinood van de Orde.

Het kruis van de Orde; een Grieks kruis in keel met fleur-de-lys aan de uiteinden ook wel gezien als vier gestileerde letters "M" voor Maria.

De Orde van Calatrava, voluit "Militaire Ridderorde van Calatrava" (Spaans: "Orden Militar de Calatrava") is een Spaanse ridderorde. De van oorsprong middeleeuwse militaire orde werd in 1873 opgeheven en twee jaar later heropgericht als koninklijke onderscheiding, waarvan de Spaanse koning grootmeester is.

## Geschiedenis
De Orde werd in 1158 door Sancho III "de welkome" gesticht. De koning schonk de ridders de op de Moren veroverde stad Calatrava.
Deze religieuze Orde van ridders die de regel van de Cisterciënzers volgden verdeelde zijn tijd tussen kloosterleven en slagveld. In 1163 scheiden de wegen van de ridders en de kloosterlingen, een stap die door Paus Alexander III op 26 september 1164 werd goedgekeurd. De statuten van de militaire Orde werden in 1177 in een Pauselijke bul vastgelegd en stelden dat de Orde "het christelijk geloof tegen de Saracenen zou verdedigen". De Paus nam de Orde onder de bescherming van de Heilige Stoel. In 1187 verenigde de abt Guh de Orde weer.
De Spaanse militaire ridderorden, Calatrava, Alcantara, Montesa en San Iago hebben een belangrijke rol gespeeld bij het verjagen van de Moren uit het Iberisch Schiereiland. Vooral voor de jongere zonen van de adel, zij die niets erfden, was de intrede in deze orde van krijgshaftige monniken een nobele en passende levenstaak.
De orde behoort daarmee tot de middeleeuwse kruisridderorden zoals de Tempeliers, de Duitse Orde en de Orde van Malta. Ook in Spanje en Portugal streed het christelijke Europa tegen de islam.

### De militaire orde van Calatrava: Oprichting
De militaire orde van Calatrava is een militaire tak van de Cisterciënzers die gevormd werd in de 12e eeuw. De Cisterciënzers, zelf nog een betrekkelijk jonge orde uit 1098, bestond uit een groot aantal ridders en kinderen van ridders. De orde van Calatrava werd echter andersom opgericht, toen een aantal monniken ridders werden. Het verhaal hiervan werd verteld door Rodrigo de Toledo en zou een sprookje lijken als Rodrigo er niet aan toegevoegd had dat hij de held van het verhaal zelf gekend had:
| Calatrava is de Arabische naam van een kasteel dat in 1147 op de moslims heroverd werd door Alfons VII van Castilië, ook wel "el Emperador" genoemd. Gelegen aan de zuidelijkste grens van Castilië was deze verovering moeilijker te behouden dat het te bouwen was, zeker in een tijd dat staande legers en garnizoenen nog niet bestonden. Het was deze leemte die de Tempeliers op wilden vullen door het nakomen van hun gelofte eeuwige strijd te leveren met de muzelmannen. De koning kon terugvallen op de tempeliers, maar de tempeliers hadden tevergeefs geprobeerd Calatrava te verdedigen en het daarna opgegeven. Dus was de koning op zoek naar een nieuwe verdediger toen Ramon, de abt van het cisterciënzer klooster te Fitero, zichzelf aanbood. Er wordt gezegd dat de abt dit idee ingefluisterd kreeg door Diego Velasquez, een simpele monnik maar gewezen ridder die goed bekend was met militaire zaken en die gegrepen was door het idee om de lekenbroeders van de abdij in te zetten om Calatrava te verdedigen. Deze cisterciënzer lekenbroeders – toen een redelijke noviteit in het religieuze leven – werden her en der ingezet als hoeders, werklui, helpers enzovoorts; Diego zette ze in als soldaten van het Kruis. Ze legden de hamer en de haak van de schapenhoeder neer en namen het zwaard ter hand. En zo kwam een nieuwe orde tot stand die de naam Calatrava droeg, naar het kasteel dat de koning had moeten opgeven (in 1157). Eenmaal voorzien van wapens stonden deze broeders, vervuld van een oorlogszuchtig enthousiasme, te trappelen om het offensief tegen de Moren op te nemen. Met dit als doel kozen ze, na het overlijden van Abt Ramon in 1163, een zekere Don García om hen als eerste grootmeester in de strijd te leiden. Tegelijkertijd vertrokken de monniken van het koor, niet zonder protest, naar het klooster te Cirvelos om daar te leven onder een abt die zij gekozen hadden. Alleen Velasquez bleef, met een aantal andere geestelijken, als aalmoezenier voor de ridders achter. Velasquez werd daarbij kapelaan voor de gehele gemeenschap. Het hele, revolutionaire gebeuren kreeg de goedkeuring van de leiding van de orde te Cîteaux en van paus Alexander III (in 1164). Een ordebijeenkomst te Cîteaux in 1187 gaf aan de Ridders van Calatrava hun uiteindelijke regel mee, die datzelfde jaar bevestigd werd door paus Gregorius VIII. Deze regel, afgeleid van de cisterciënzer gewoonten voor lekenbroeders, stelde het volgende verplicht voor de ridders, naast de drie religieuze geloften: stilte in de eetzaal, slaapzaal en hoorzaal; onthouding gedurende vier dagen van de week, naast verschillende vastendagen in het jaar; ieder daguur van het Huis moesten ze een vast aantal paternosters zeggen; ze moesten slapen in hun wapenrusting; de cisterciënzer witte mantel met het rode kruis fleurdelisée dragen als volle uitdossing. Daarnaast viel Calatrava niet onder Cîteaux maar onder het Bourgondische Morimond, het moederhuis van Fitero, waar Calatrava ontstaan was. Dientengevolge verkreeg de abt van Morimond het recht de huizen te bezoeken en de statuten van Calatrava te wijzigen, terwijl de hoogste heilige positie van de orde, de grootkapelaan, enkel bezet kon worden door een monnik van Morimond. |

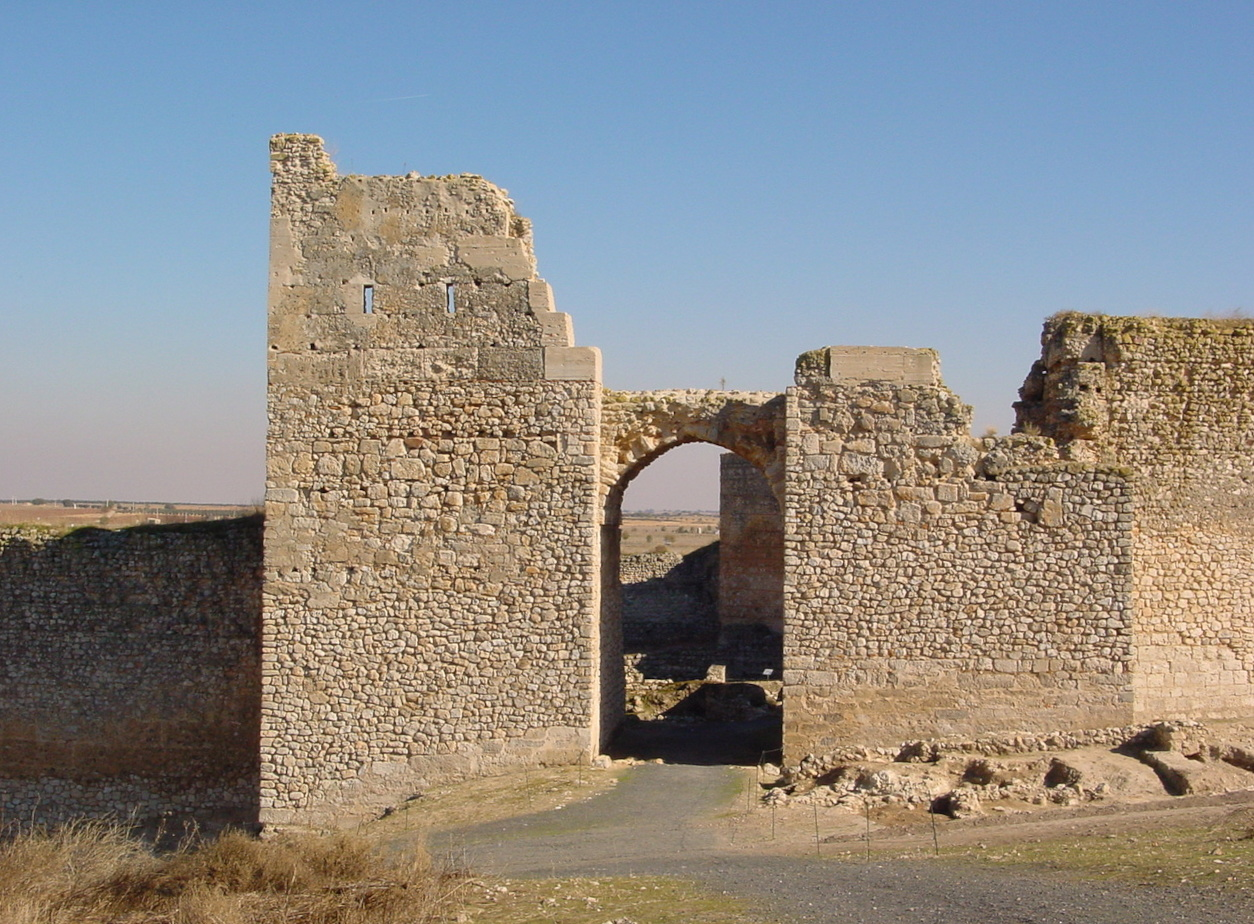
Poort van Calatrava la Vieja in de gemeente Carrión de Calatrava
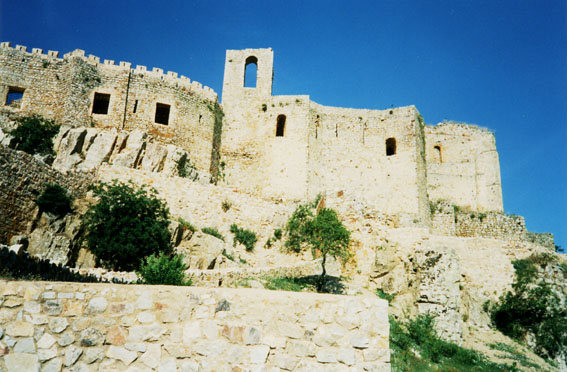
Castillo de Calatrava la Nueva
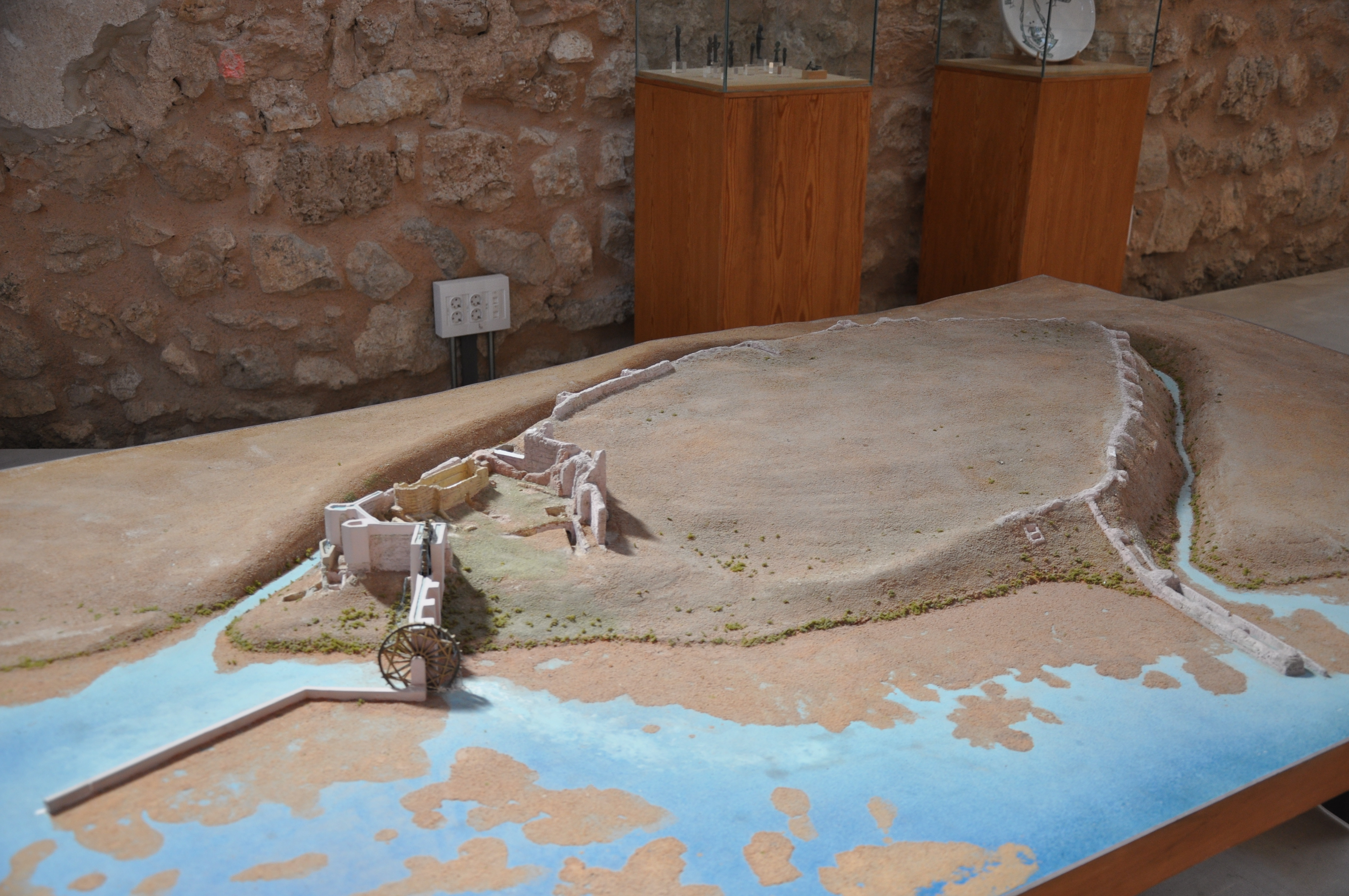
Maquette van het kasteel

### Rol in het terugdrijven van de Moren (1178-1275)
De eerste militaire verdiensten van de Orde waren briljant en werden door de koning van Castilië beloond met nieuwe landerijen die hun eerste commanderijen werden. Ook waren ze het naburige koninkrijk Aragón ingeroepen en voor die inzet in 1179 beloond met Alcañiz, een landgoed in Aragón. Maar de eerste successen werden gevolgd door een serie mislukkingen, mede veroorzaakt door de partitie die Alfonso in zijn bezittingen aangebracht had en de daaropvolgende rivaliteit tussen het Castiliaanse en Leonese deel van zijn dynastie. Daar kwam bovenop dat de Spaanse Moren, die hun bezit terug wilden, de hulp hadden ingeroepen van de Afrikaanse Moren — en dus de nieuwe en overweldigende invasies van de Almohaden teweegbrachten. De eerste slag resulteerde in een Spaanse nederlaag. Hierop volgde, in 1195, de desastreus verlopen Slag bij Alarcos. Hoewel de Ridders tijdens deze slag enorme heldenmoed toonden, werden ze uit hun bolwerk Calatrava verdreven en moesten ze het kasteel aan de moslims laten. Velasquez bleef net lang genoeg in leven om zijn gedurfde plan een mislukking te zien worden; hij overleed het jaar daarna in het klooster van Gumiel (1196). Het leek dat de Orde in Castilië aan zijn eind was en die opinie werd zo breed gedragen dat de tak van de Orde in Aragón zichzelf beschouwde als de opvolger van de Castiliaanse tak. De Ridders in Alcañiz gingen zelfs zover dat ze een nieuwe grootmeester kozen, maar de grootmeester die nog in leven was in Castilië deed zijn rechten gelden. Uiteindelijk werd een compromis gesloten en werd de grootmeester van Alcañiz erkend als tweede man van de Orde met de titel Groot-Commandeur van Aragón.
De verspreide resten van Calatrava hadden ondertussen onderdak gevonden in het cisterciënzerklooster te Cirvelos en daar begonnen ze hun verliezen te herstellen middels een grote toeloop van nieuwe ridders. Al snel vonden ze zichzelf sterk genoeg om in Salvatierra een nieuw bolwerk tegen de moslims op te zetten (1198); gedurende de volgende veertien jaar noemden ze zich de Ridders van Salvatierra. Maar ondanks een verdediging tegen alles in onderging Salvatierra in 1209 hetzelfde lot als Calatrava tijdens de volgende invasie van de Almohaden. Na de val van dit Castiliaanse bolwerk ontstond paniek in West-Europa. Kruisvaarders stroomden samen om gehoor te geven aan een oproep van paus Innocentius III om de Spaanse christenen te ondersteunen. De eerste akte van deze heilige oorlog, nu een Europese oorlog, was de herovering van Calatrava in 1212; het kasteel werd teruggegeven aan zijn oude meesters. Datzelfde jaar luidde de overwinning op de muzelmannen in de Slag bij Las Navas de Tolosa het begin van het einde van de overheersing van de islam in West-Europa in. Hoewel Calatrava veroverd was en de Orde haar oude naam weer aangenomen had, verhuisde de Orde toch naar Calatrava la Nueva, een versterkte positie 12 kilometer van het oude kasteel (1218). Van hieruit spreidde hun invloed uit tot de verste uithoeken van het Iberisch Schiereiland. Nieuwe orden ontstonden uit de oude — Alcántara in het Koninkrijk León en Avis in Portugal, beide onder de bescherming van Calatrava en onder toezicht van hun grootmeester. Deze vorm van nadoen, die zich verspreidde door alle lagen van de maatschappij, was het hoogtepunt van het Spaanse ridderdom. Het was ook in deze tijd dat Ferdinand III van Castilië, de heilige koning, de koninkrijken Castilië en León samenvoegde (1229) en met hun gecombineerde kracht de doodsteek toebracht aan de invloed van de Moren in Spanje door de inname van hun hoofdstad Córdoba (in 1235). Kort hierop volgden de overgaven van de steden Murcia, Jaén en Sevilla. De Europese kruistochten leken ten einde. Door het succes aangevuurd besloot Ferdinands opvolger Alfons X van Castilië tot een kruistocht in het Oosten en maakte hij plannen om, met zijn ridders, op te trekken om het Heilige Koninkrijk Jeruzalem te bevrijden (1272). Maar de Moren bleven weerstand bieden vanuit hun koninkrijkje Granada, dat nog twee eeuwen lang een islamitisch bruggenhoofd zou vormen in christelijk Europa. Dit had Europa overigens aan zichzelf te wijten, aan de internationale, dynastieke en persoonlijke ruzies die de coalitie versplinterden en waarin ook de Orde van Calatrava meegesleurd werd.

### Politiek en rijkdom (1275-1470)
Calatrava was, met zijn overvloedige voorraad mannen en rijkdom, een macht van belang geworden op het Iberisch Schiereiland. De Orde bezat landerijen en kastelen langs de hele grens van Castilië. Ze was feodaal heerser over duizenden keuterboeren en vazallen. Meer dan eens was de Orde in staat om krijgsmachten van tussen de 1200 en 2000 man op de been te brengen in de strijd (wat in de middeleeuwen een aanzienlijke krijgsmacht was). Bovendien was de orde autonoom, onafhankelijk als ze per statuut was in wereldse zaken en in spirituele zaken enkel gebonden aan de abt van Morimond en, bij hoger beroep, aan de paus. En deze autoriteiten spraken elkaar meermalen tegen na een schisma, begonnen in 1296 na de verkiezing van twee grootmeesters: García Lopez en Gautier Perez. Lopez werd in 1296 afgezet door een gezant van Morimond en deed een beroep op paus Bonifatius VIII, die het besluit terugdraaide en de zaak verwees naar het ordebestuur in Cîteaux. Het bestuur deed Lopez in 1302 terugkeren op zijn post. In 1328 werd Lopez een tweede keer afgezet na een conflict met zijn luitenant Juan Nuñez. Lopez trad vrijwillig terug ten faveure van Nuñez op voorwaarde dat hij het zeggenschap over de commanderij Zurita zou behouden. Deze voorwaarde werd niet gerespecteerd en dus hernam hij de positie van grootmeester te Aragón, waar hij in 1336 overleed. Aan deze gebeurtenissen valt duidelijk te zien dat in de 14e eeuw de rigoureuze discipline en vurige geloofsovertuiging van vroeger tijden verdwenen was onder de invloed van rijkdom en plaats had gemaakt voor intrige en ambities op het persoonlijke vlak.
Met de kroning van Peter de Wrede ontstond een conflict tussen de Kroon en de Orde. Peter liet drie achtereenvolgende grootmeesters ter dood brengen omdat hij ze van ontrouw verdacht. In 1335 liet hij de eerste onthoofden op verdenking van het samenspannen met de koning van Aragón. De tweede, Estevañez, was tot grootmeester gekozen met meer stemmen dan de kandidaat van de koning, García de Padilla; hij werd door Peter zelf vermoord in het koninklijk paleis. En ten slotte viel ook García de Padilla, broer van de koninklijke maîtresse, zelf in ongenade nadat hij het gevolg van de koning verlaten had en zich aangesloten had bij het gevolg van zijn halfbroer Hendrik II van Castilië — hij stierf in 1369 in de gevangenis. Te midden van alle troebelen werd de Heilige Oorlog tegen de Muzelmannen, de reden voor het bestaan van de orde, niet meer dan een historische voetnoot. Hoe langer hoe meer werd de Orde een speelbal van politieke conflicten en haar wapens, gezegend om het Geloof te verdedigen, werden ingezet tegen christenen. En nog erger verging het de ridders zelf, die onderling verdeeld raakten vervielen tot splintergroepen die elkaar bestreden.
Tegelijkertijd begon de Kroon meer en meer invloed uit te oefenen op de verkiezing van de grootmeester, wiens macht bedoeld was als een tegenwicht aan de macht van de koning. In 1404 bijvoorbeeld werd Hendrik van Villena gekozen tot 24e grootmeester door invloed van Hendrik III van Castilië, hoewel hij helemaal niet gekwalificeerd was - hij was getrouwd, geen lid van de orde en had een speciale toestemming van de paus verkregen om zijn hoge functies te betreden zonder zelfs eerst een novitiaat te ondergaan. Een schisma in de Orde was het gevolg, die pas jaren na de dood van de koning (in 1414) hersteld werd. Een bijeenkomst van het ordebestuur in Cîteaux draaide de verkiezing van Villena terug en erkende zijn tegenstrever Luis Guzman als de enige, echte grootmeester. Na de dood van Guzman herhaalde de geschiedenis zich toen Johan II van Castilië zich probeerde te mengen in de keuze van een opvolger – een nieuw schisma was het gevolg. Johan II drukte de verkiezing van zijn kandidaat door: Alfons, een bastaard van koninklijke afkomst uit Aragón (in 1443). Maar toen Alfons zich aansloot bij een beweging gericht tegen Johan II, probeerde de koning hem door de Orde af te laten zetten. Dit keer waren de kiesmannen verdeeld en de verkiezing leverde niet minder dan drie grootmeesters op: Pedro Giron, die het gezag van Calatrava op zich nam; Ramirez de Guzman, die de kastelen in Andalusië bezette; en Alfons van Aragón, die door de ridders van de tak in Aragón erkend werd. Dit duurde tot 1457, toen Pedro Giron als enige grootmeester overbleef na de terugtrekking (de een na de ander) van zijn beide tegenstrevers. Giron was lid van een vooraanstaande familie in Castilië en een ambitieuze intrigant die zich meer inzette voor de belangen van zijn familie dan die van de Orde. Hij speelde een belangrijke rol als leider van de groeperingen die de regeringen van Johan II en Hendrik IV van Castilië (de laatste twee nakomelingen van Ferdinand van Castilië) parten speelden.
Giron ondersteunde eerst Hendrik IV in een oorlog tegen zijn vader Johan II, keerde zich toen tegen Hendrik en gaf zijn steun aan Alfons, een troonpretendent. Girons steun was zo belangrijk dat, om zijn steun te kopen, Hendrik IV hem de hand van zijn zuster – Isabella I van Castilië – bood. Giron had zijn gelofte van celibaat al ongedaan laten maken door de paus en was op weg naar het hof toen hij in 1466 overleed en zo de toekomstige koningin een ongewenst huwelijk bespaarde. Diezelfde paus Pius II stemde erin toe om Pedro Giron zijn grootmeesterschap af te laten staan aan zijn bastaardzoon Rodrigo Telles Giron, die op dat moment acht jaar oud was. Het grootmeesterschap kwam zo in handen van regenten — een ongehoord iets. De abt van Morimond moest een tijdelijk bestuur opzetten, tot Telles meerderjarig werd. Dat bestuur werd toevertrouwd aan vier Ridders die aangewezen werden door de Orde en uit deze tijd stammen ook de laatste statuten van de Orde: de "Regels gegeven door abt Willem III" (uit 1467). Deze statuten erkenden zeven notabelen binnen de Orde: de grootmeester, de clavero (bewaarder van het kasteel en luitenant van de grootmeester), twee groot-comendadores (een voor Castilië, een voor Aragón), de groot-kapelaan die de abt van Morimond in geestelijke zaken vertegenwoordigde, de sacrista (beschermer van de relikwieën) en de obrero (opzichter der gebouwen).

### Het einde (1470-1492)
De Orde, nu op het hoogtepunt van zijn rijkdom, bestuurde nu 56 commanderijen zestien priorijen gelegen tussen de kerkprovincie van Jaén en het vicariaat van Ciudad Real. Ze waren wereldlijk heer over 64 dorpen met 200.000 mensen en hadden een jaarinkomen van zo'n 50.000 dukaten. De koningen, geruïneerd door het wanbeheer van een aantal achtereenvolgende regeringen, konden niet anders dan azen op die rijkdom. Maar ze moesten ook de autonomie van de orde tolereren, die bewaakt werd door een enorme, militaire capaciteit die de koningen wantrouwde. Tijdens de strijd tussen Alfons V van Portugal en Ferdinand van Aragón om de opvolging van Hendrik IV van Castilië (de laatste mannelijke erfgenaam van zijn huis) rond 1474 hing veel af van de houding van Calatrava. De ridders waren verdeeld. De grootmeester, Rodrigo Giron, steunde Portugal. Zijn luitenant, Lopez de Padilla, steunde Aragón. Dit schisma, de laatste in de geschiedenis van de orde, kwam ten einde met de Slag van Toro in 1479, toen ook de Portugese claim verloren ging. De grootmeester, herenigd met Ferdinand van Aragón, kwam om in de strijd tijdens het beleg van Loja (1482). Hij werd opgevolgd door zijn luitenant Lopez de Padilla die, als laatste, onafhankelijke grootmeester van Calatrava, gedurende een korte tijd de heroïsche glorie van de grote tijd van zijn Orde deed herleven. Een godvrezende monnik in zijn cel, een onverschrokken krijger op het slagveld, streed Padilla tot glorie van zijn orde in de oorlog om de herovering van Granada. Hij stierf in 1487 voor de stad ingenomen kon worden. Ferdinand van Aragón zag dat het zo allemaal niet verder kon gaan en richtte zich tot de paus. Toen de Orde bijeenkwam om een nieuwe grootmeester te kiezen, presenteerde Ferdinand tijdens de bijeenkomst een bul van paus Innocentius VIII die hem het beheer gaf over de orde. Ferdinand dwong de kiesmannen om zich eraan de onderwerpen en zo eindigde de politieke onafhankelijkheid van de Orde van Calatrava. En wellicht ook terecht — met de val van Granada in 1492 leek ook de reden voor het bestaan van de Orde, de strijd tegen de Moren, ten einde.

### Overgang naar een seculiere orde (1492-1840)

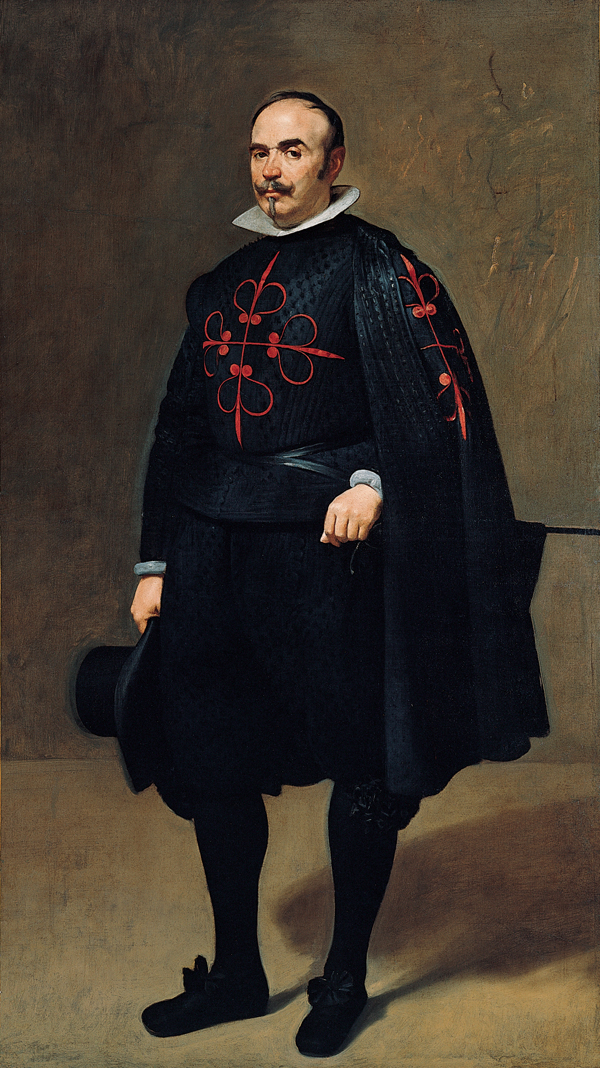
Don Pedro de Barberana y Aparregui, een ridder in deze Orde werd door zijn broeder Diego Velazquez in de dagelijkse kleding van de ridders geschilderd.

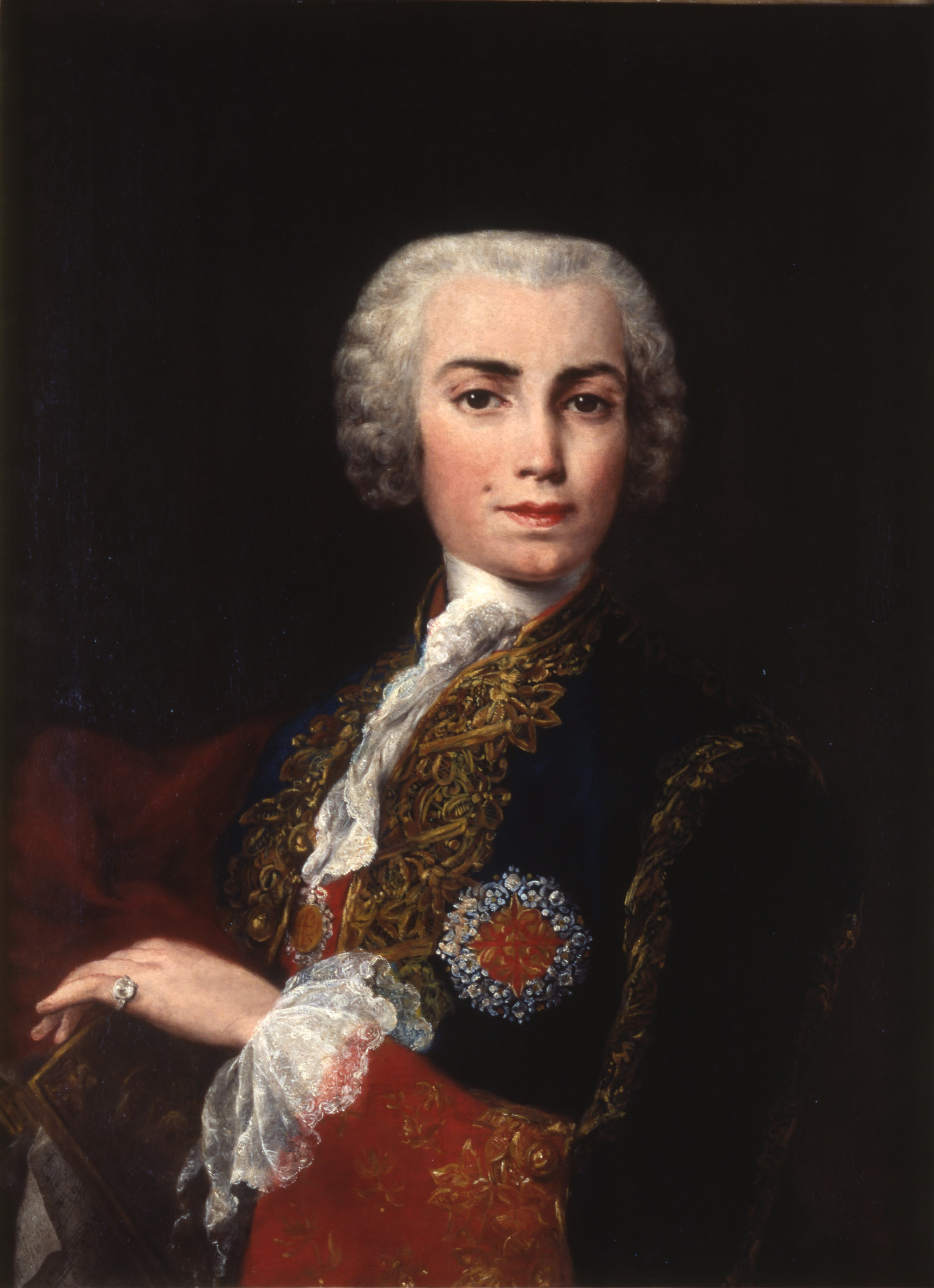
Farinelli, de beroemde castraat was bekend ridder in de orde, en werd in de ordekleding begraven.

De kerkelijke banden tussen Calatrava en Morimond werden steeds losser. De koning van Spanje was te onwillig om zijn autoriteit te delen met enige buitenlandse (en zeker Franse) macht. De canonische visitaties van de abt van Morimond kwamen ten einde; er ontstonden problemen doen de groot-kapelaan van Morimond arriveerde om zijn positie in te nemen. De laatste Franse kapelaan was Nicholas van Avesnes, die in 1552 overleed. Na een langdurig conflict werd een compromis bereikt in 1630 waarbij Morimond de groot-kapelaan mocht kiezen maar alleen uit de Spaanse Cisterciënzers. Bovendien werden de ridders van de Orde vrijwel seculier: in 1540 zette paus Paulus III hun gelofte van celibaat om in een gelofte van huwelijkse trouw. Nu leden van de Orde gezinnen mochten hebben en van paus Julius III in 1551 toestemming kregen om vrij gebruik te maken van hun persoonlijk bezit, werd de gelofte van armoede een formaliteit. In 1652 voerde Filips IV van Spanje een nieuwe gelofte in voor de drie Spaanse Orden: verdediging van de doctrine van de Onbevlekte Ontvangenis. Het was de laatste keer dat de Orden iets met religie te maken hadden. Ook de militaire taken waren sinds lang verdwenen. In feite waren de Orden tot inactiviteit vervallen. De 200 commanderijen waren landgoederen ter beschikking van de koning geworden en werden door hem bij wijze van gunst onder de hofadel verdeeld.
 In 1628 werd de Orde van Calatrava niet alleen gesloten voor arbeiders, maar ook voor de kinderen van arbeiders. De laatste Koning die de Orden voor militaire doeleinden inzette was Filips IV die een opstand van de Catalanen liet neerslaan (1640-50). De Orden beperkten hun activiteiten voortaan tot het uitrusten van een heel regiment, dat sindsdien het "Regiment van de Orden" van het Spaanse leger heet.
Toen het Huis Bourbon de Spaanse troon overnam richtte Karel III van Spanje een Orde op die naar hem vernoemd was. Hij belastte de oude Orden met een miljoen real om 200 ridders van de nieuwe Orde van Karel III van een pensioen te voorzien (1775). Aangezien hun inkomsten de enige bestaansreden van de Orde waren, betekende inname ervan bijna het opdoeken van de Orde. De bezittingen van de Orde werden ingenomen door koning Jozef in 1808, teruggegeven door Ferdinand VII van Spanje bij de Restauratie van 1814 en uiteindelijk verdeeld in de algemene secularisatie van 1838.
Karel III uit het huis Bourbon stichtte de Orde van Karel III en belastte de oude Militaire Orden met de uitbetaling van de toelagen van de 200 ridders in zijn nieuwe Orde. De oude orden moesten in 1775 een miljoen realen afstaan. Omdat de inkomsten de enige bestaansreden van de Orde waren, moest de confiscatie daarvan tot opheffing van de Orde leiden. Toen de Bonaparte Koning Joseph I die in 1808 naaste hield de Orde op te bestaan. Na de restauratie heeft Ferdinand VII de Orde van Calatrava in 1814 weer ingesteld, maar de resterende bezittingen gingen bij de secularisatie van 1838 verloren. In 1872 werd de Calatrava-Orde wederom opgeheven, maar in 1874 werd ze hersteld als een orde van verdienste.

## De Orde in de huidige tijd
De orde is sinds 1875een gezelschap Spaanse katholieke edelen onder bescherming van de Spaanse kroon. De Heilige Stoel heeft koning Juan Carlos I van Spanje als grootmeester en administrator aangewezen.
De ridders dienen acht kwartieren te kunnen tonen en mogen geen druppel joods of moors bloed in hun aderen hebben.
Het lint en het kruis van de orde zijn groen en worden om de hals gedragen. Het kruis is in vorm gelijk aan dat van de Orde van Alcantara. De ridders dragen bij bijzondere gelegenheden een witte mantel met een groot rood ordekruis op de linkerschouder.
De dagelijkse leiding van de Orde ligt in de handen van de President van de "Raad van de vier Militaire Orden" Z.K.H. De Infante Don Carlos de Bourbon-Twee Siciliën y Bourbon, Hertog van Calabrië. Een telg uit de tak van het Koninklijk Huis dat tot 1860 in Napels regeerde.
De Orde heeft nauwe banden met de monarchie. Koning Alfonso XIII liet de geborduurde kruisen van de vier militaire Orden aan de binnenzijde van al zijn jasjes naaien.

## Bekende Ridders van Calatrava
- Juan de Jáuregui, schrijver
- Francisco de Rades y Andrada, historicus
- Juan II van Oostenrijk
- Jaime van Bourbon
- Antonio Hurtado de Mendoza, regisseur
- Pedro Manuel de Arandía Santisteban, koninklijk gouverneur
- José Francisco de Obando, koninklijk gouverneur van de Filipijnen
- Prins Hendrik Lodewijk Ernest van Ligne
- Luis de Córdova y Córdova, militair
- Farinelli, castraat en directeur van de koninklijke Theaters